# Joseph Nye (Schiffbauer)
Joseph Nye (russisch Осип Най; * etwa 1665; † nach 1737) war ein englisch-russischer Schiffbauer.

## Leben
Als Peter I. während seiner Großen Gesandtschaftsreise im Januar 1698 nach England kam, lernte er Admiral Peregrine Osborne kennen, dessen umfangreiches Schiffbauwissen ihn sehr beeindruckte. Auf Osbornes Rat besuchte er die königliche Werft in Deptford. Auch machte ihn Osborne mit den hervorragenden Schiffbauern John Deane (Namensvetter des jüngeren Seemanns John Deane), Joseph Nye und dem jüngeren Richard Cosenz bekannt, denen Peter I. schließlich eine befristete Anstellung im russischen Dienst mit guter Bezahlung anbot. Deane und Nye unterzeichneten sogleich die Verträge und wurden im Juni 1698 noch vor Peters I. Rückkehr in Begleitung des russischen Schiffsmeisters Lukjan Wereschtschagin nach Narwa geschickt.
Deame und Nye kamen nach Woronesch und bereiteten die Kiellegung der ersten Schiffe auf der dortigen Werft vor. Ihnen fiel die verwirrende Vielfalt der russischen, niederländischen, venezianischen, griechischen und anderen Begriffe im russischen Schiffbau auf, so dass sie sogleich die englische Terminologie einführten. Als Deane im Januar 1699 in Moskau dienstliche Angelegenheiten regelte, starb er an den Folgen einer Angina pectoris und wurde dort begraben. Nye baute nun allein auf der Woronescher Werft drei Dreimast-Linienschiffe für die Asow-Flotte während seiner fünfjährigen Vertragslaufzeit. Als Nye zu seiner Familie nach England zurückkehren wollte, ließ ihm Peter I. durch Admiral Fjodor Apraxin eine Gehaltsverdoppelung anbieten, so dass Nye blieb und bis 1708 auf den Werften in Woronesch, Tawrowo bei Woronesch und am Ossored bei Woronesch 11 weitere Schiffe mit 80, 60, 58 und 48 Kanonen für die russische Flotte baute. Die Schiffe waren relativ kurz, breit und langsam, weil in England die Gesetzmäßigkeiten der Längsstabilität noch nicht ausreichend beherrscht wurden. Auch baute Nye eine Yacht für Peter I. persönlich.
Als nach dem erfolglosen Pruthfeldzug 1711 Peter I. Asow an das Osmanische Reich zurückgab und das Recht auf eine Flotte auf dem Asowschen Meer verlor, konzentrierte sich Peter I. auf den Aufbau der Baltischen Flotte, so dass Nye nun Schiffe bei St. Petersburg am Ladogasee baute. Für die russischen Schiffbauer verfasste er 1710 eine Arbeitsanweisung für die Vermeidung von Fehlern bei der Anfertigung von Schiffszeichnungen mit detaillierten Erläuterungen. Ab 1712 bis zur Seeschlacht bei Hanko 1714 baute Nye auf der Werft am Nebenfluss Ischora der Newa 20 Brigantinen für das Galeeren-Geschwader der Baltischen Flotte. Darauf baute er auf der St. Petersburger Admiralitätswerft sechs Schiffe mit 90, 66 und 54 Kanonen, sechs Fregatten mit 46 und 32 Kanonen und einige kleinere Schiffe. Zu seinen Schülern gehörten Fedossei Skljajew,  Lukjan Wereschtschagin u. a. Nach Peters I. Tod 1725 war Nye wie auch Richard Rams an der Fertigstellung des 100-Kanonen-Schiffs Pjotr I i II beteiligt, das Peter I. seit 1723 selbst mit Meister Skljajew und den Untermeistern Filipp Paltschikow und Karlsbom gebaut hatte und das Skljajew 1727 fertigstellte, nachdem er den vom Admiralitätskollegium angeordneten englischen Bauleiter Richard Brawn abgelehnt und die Herausgabe der Schiffszeichnungen verweigert hatte.
Nach dem Bau von mehr als 40 Schiffen schied Nye im Mai 1737 im Rang eines Flottenkapitänkommandanten aus Gesundheits- und Altersgründen aus dem russischen Dienst. Für seine Verdienste bewilligte ihm das Admiralitätskollegium eine lebenslange Pension von 500 Rubel jährlich, worauf er nach England zurückkehrte.

## Entwürfe
- Isaak-Viktoriia-Klasse, 66-Kanonen-Linienschiff, 2 Einheiten (1719)
- Kreiser-Klasse, 32-Kanonen-Fregatte, 3 Einheiten (1723)
- Slawa-Rossii-Klasse, 66-Kanonen-Linienschiff, 59 Einheiten (1733)